# التفین
التفین (به انگلیسی: Eletefine) با فرمول شیمیایی C۱۹H۱۹NO۵ یک ترکیب شیمیایی با شناسه پاب‌کم ۱۰۶۶۴۹۳۰ است. که جرم مولی آن ۳۴۳٫۳۵۷ g/mol می‌باشد. 